# Between fires
Between Fires is de fake-titel van een muziekalbum van de Amerikaanse band Birdsongs of the Mesozoic. Het is een registratie van een deel van een concert opgenomen in Nightstage, Cambridge (Massachusetts). In hun introductieverhaaltje spreken ze over 2007, waarin zij nog aanwezig zullen zijn als een van dé bands uit Boston. Feit is dat Birdsongs en de parallelband Mission of Burma voornamelijk in de marge van de popmuziek opereren. Met dit album gingen ze terug naar hun begin; de muziek klinkt meer punk, haast anarchistisch ten opzichte van hun dan recent verschenen materiaal.

## Musici
- Roger Miller : piano, Yamaha CP-78, orgel en percussie
- Erik Lindgren : synthesizers (minimoog, memorymoog), ritmemachine en percussie
- Rick Scott: Farfisa, synthesizer, piano en percussie
- Martin Swope: gitaar

## Composities
1. Jay Reeg intro (0:54)
2. Carbon 14 (4:36)
3. Chariots of fire (3:03)
4. Lqabbill insanya (4:44)
5. Modern warfare (3:44)
6. Slo-Boy (4:02)
7. Laramide revolution (6:05)
8. Pulse piece (4:40)

De muziek is in 2008 uitgebracht op het verzamelalbum Dawn of the Cycads, alwaar het ook zijn fake-titel kreeg. Between Fires slaat waarschijnlijk op het feit dat dit deze opnamen de laatste opnamen zijn in bovenstaande bandsamenstelling. Miller verliet de band.